# جون فيغا
جون فيغا (بالإسبانية: Jon Vega)‏ (8 يونيو 1994 بميراندا دي إيبرو في إسبانيا - ) هو لاعب كرة قدم إسباني في مركز الدفاع. لعب مع نادي كوروتشو وCD Mirandés B ‏.

## وصلات خارجية
- جون فيغا على موقع قاعدة بيانات كرة القدم.إي يو (الإنجليزية)
- جون فيغا على موقع Soccerway.com (الإنجليزية)
- جون فيغا على موقع AS.com (الإسبانية)